# Cementerio Lindsay
El Cementerio Lindsay es un cementerio histórico ubicado en las afueras de Due West, Carolina del Sur, 

## Historia
El cementerio fue establecido en 1820. Más de 100 tumbas con inscripciones se encuentran dentro de la valla de hierro fundido que marca el perímetro del cementerio. La tumba más antigua es de 1820, muchas son de 1820 a 1892 y la más reciente es de 1927.
Fue el primer cementerio en el área de Due West y es muy representativo de los cementerios de esa época. De particular interés es que muchos miembros de la familia Pratt están enterrados allí, un linaje que se extiende hasta el presidente Jimmy Carter. El cementerio está en un terreno privado y se requiere permiso previo de los funcionarios de la ciudad para visitar el sitio. El sitio fue inscrito en el Registro Nacional de Lugares Históricos el 27 de mayo de 2009.